# Onațkî, Kaharlîk
Onațkî (în ucraineană Онацьки) este un sat în comuna Pivți din raionul Kaharlîk, regiunea Kiev, Ucraina.

## Demografie
Componența lingvistică a localității Onațkî
     Ucraineană (93,67%)
     Rusă (6,33%)
Conform recensământului din 2001, majoritatea populației localității Onațkî era vorbitoare de ucraineană (93,67%), existând în minoritate și vorbitori de rusă (6,33%).